# Canthon angustatus
Canthon angustatus là một loài bọ cánh cứng trong họ Bọ hung (Scarabaeidae).